# Kradibia semiauriceps
Kradibia semiauriceps är en stekelart som först beskrevs av Girault 1927.  Kradibia semiauriceps ingår i släktet Kradibia och familjen fikonsteklar. Inga underarter finns listade i Catalogue of Life.